# Borok, Andrușivka
Borok (în ucraineană Борок) este un sat în comuna Ivnîțea din raionul Andrușivka, regiunea Jîtomîr, Ucraina.

## Demografie
Componența lingvistică a localității Borok
     Ucraineană (100%)
Conform recensământului din 2001, toată populația localității Borok era vorbitoare de ucraineană (100%).